# حنان الفتلاوی
حنان الفتلاوی (۱۹۶۸ عراق-استان بابل) سیاست‌مدار زن عراقی است. وی هم‌اکنون عضو پارلمان عراق و کمیته امور خارجه است. وی رئیس فراکسیون "اراده" در مجلس عراق است.

## زندگی و تحصیلات
وی در سال ۱۹۶۸ در استان بابل عراق به دنیا آمد. در سال ۱۹۹۲ در رشته پزشکی از دانشگاه بغداد فارغ‌التحصیل شد. وی در دوره قبل مجلس عراق رئیس کمیته توسعه پارلمانی بوده‌است.

## موضع گیری‌ها
در جریان پیاده‌روی اربعین در سال ۱۳۹۵ پایگاه اطلاع‌رسانی روزنامه شرق الاوسط طی خبری به نقل از یک سخنگوی سازمان بهداشت جهانی ادعا کرده بود که سال گذشته هم‌زمان با مراسم اربعین و ورود زوار، «به خصوص ایرانی‌ها» به عراق، ده‌ها مورد بارداری نامشروع در این کشور به ثبت رسیده‌است. با تکذیب این خبر از سوی «فادلا غیب» سخنگوی سازمان بهداشت جهانی و همچنین از سوی دفتر منطقه‌ای سازمان بهداشت جهانی، این خبر از پایگاه اینترنتی روزنامه حذف شد و حتی شایعه شد که این رسانه مجبور شده‌است با خبرنگار انتشاردهنده این خبر برخورد کند.
انتشار این شایعه واکنش حنان الفتلاوی را به دنبال داشت. وی اعلام کرد که قصد دارد از این روزنامه شکایت کند. الفتلاوی از دولت عراق خواست از توزیع و فروش این روزنامه سعودی در عراق جلوگیری کند.

## پبوند به بیرون
- سفیر سعودی مایه ننگ طرفدارانش در عراق است